# العلاقات الجزائرية اليمنية
العلاقات الجزائرية اليمنية هي العلاقات الثنائية التي تجمع بين الجزائر واليمن.

## مقارنة بين البلدين
هذه مقارنة عامة ومرجعية للدولتين:
| وجه المقارنة                                              | الجزائر                      | اليمن                   |
| --------------------------------------------------------- | ---------------------------- | ----------------------- |
| المساحة (كم2)                                             | 2.38 مليون                   | 555.00 ألف              |
| عدد السكان (نسمة)                                         | 46مليون                      | 28.25 مليون             |
| الكثافة السكانية (ن./كم²)                                 | 16.31                        | 50.9                    |
| العاصمة                                                   | الجزائر                      | صنعاء عدن (عاصمة مؤقتة) |
| اللغة الرسمية                                             | اللغة العربية، لغات أمازيغية | اللغة العربية           |
| العملة                                                    | دينار جزائري                 | ريال يمني               |
| الناتج المحلي الإجمالي (بليون دولار)                      | 170.37 مليار                 | 18.21 مليار             |
| الناتج المحلي الإجمالي (تعادل القوة الشرائية) بليون دولار | 582.63 مليار                 | 75.69 مليار             |
| الناتج المحلي الإجمالي الاسمي للفرد دولار أمريكي          | 4.21 ألف                     | 1.41 ألف                |
| الناتج المحلي الإجمالي للفرد دولار أمريكي                 | 14.19 ألف                    |                         |
| مؤشر التنمية البشرية                                      | 0.745                        | 0.498                   |
| رمز المكالمات الدولي                                      | +213                         | +967                    |
| رمز الإنترنت                                              | .dz                          | .ye                     |
| المنطقة الزمنية                                           | ت ع م+01:00                  | ت ع م+03:00             |

## منظمات دولية مشتركة
يشترك البلدان في عضوية مجموعة من المنظمات الدولية، منها:
| علم المنظمة | اسم المنظمة                                 | تاريخ انضمام الجزائر | تاريخ انضمام اليمن |
| ----------- | ------------------------------------------- | -------------------- | ------------------ |
|             | مؤسسة التنمية الدولية                       | 26 سبتمبر 1963       | 22 مايو 1970       |
|             | الأمم المتحدة                               | 8 أكتوبر 1962        | 30 سبتمبر 1947     |
|             | منظمة التعاون الإسلامي                      | ?                    | ?                  |
|             | منظمة الشرطة الجنائية الدولية               | ?                    | ?                  |
|             | المركز الدولي لتسوية المنازعات الاستشارية   | 22 مارس 1996         | 20 نوفمبر 2004     |
|             | الاتحاد الدولي للاتصالات                    | 3 مايو 1963          | 1931               |
|             | البنك الدولي للإنشاء والتعمير               | 26 سبتمبر 1963       | 3 أكتوبر 1969      |
|             | الصندوق العربي للإنماء الاقتصادي والاجتماعي | ?                    | ?                  |
|             | الاتحاد البريدي العالمي                     | ?                    | ?                  |
|             | منظمة حظر الأسلحة الكيميائية                | ?                    | ?                  |
|             | مؤسسة التمويل الدولية                       | 23 سبتمبر 1990       | 22 مايو 1970       |
|             | وكالة ضمان الاستثمار متعدد الأطراف          | 4 يونيو 1996         | 12 مارس 1996       |
|             | صندوق النقد العربي                          | ?                    | ?                  |
|             | جامعة الدول العربية                         | 16 أغسطس 1962        | 5 مايو 1945        |
|             | يونسكو                                      | 15 أكتوبر 1962       | 2 أبريل 1962       |

## وصلات خارجية
- موقع وزارة الخارجية الجزائرية